# Renee Wegrzyn
Renee Diane Wegrzyn (nacida el 25 de noviembre de 1976) es una bióloga aplicada estadounidense que ocupa el cargo de directora inaugural de la Agencia de Proyectos de Investigación Avanzada para la Salud desde octubre de 2022.

## Educación
Wegrzyn se licenció y doctoró en biología aplicada en Georgia Tech.

## Carrera profesional
De 2003 a 2006, Wegrzyn trabajó como investigadora postdoctoral en el Centro de Biología Molecular de la Universidad de Heidelberg. De 2006 a 2008, trabajó como jefa de grupo de desarrollo de ensayos para Adlyfe, una empresa de biotecnología. En 2009, fue científica sénior en Meso Scale Discovery y en 2012, becaria en el Johns Hopkins Center for Health Security. De 2009 a 2016, trabajó como tecnóloga principal sénior en Booz Allen Hamilton. De 2016 a 2020, fue directora de programa en la Oficina de Tecnologías Biológicas de DARPA, donde se especializó en biología sintética y bioseguridad. Desde 2018, es asesora sénior de la Iniciativa contra la Amenaza Nuclear. En 2020, se incorporó a Ginkgo Bioworks como vicepresidenta de desarrollo empresarial. 
En septiembre de 2022, el presidente Joe Biden anunció el nombramiento de Wegrzyn como directora inaugural de la recién creada Agencia de Proyectos de Investigación Avanzada para la Salud (ARPA-H), dependiente de los Institutos Nacionales de Salud dentro del Departamento de Salud y Servicios Humanos. Wegrzyn juró su cargo ante el secretario Xavier Becerra el 11 de octubre de 2022.

## Premios y distinciones
Fue elegida por la revista Nature entre las "personas a seguir" por sus contribuciones a la ciencia en la edición de 2022 de Nature's 10.